# Brackets
Brackets — свободный текстовый редактор для веб-разработчиков. Brackets ориентирован на работу с HTML, CSS и JavaScript. Эти же технологии лежат в основе самого редактора, что обеспечивает его кроссплатформенность, то есть совместимость с операционными системами Mac, Windows и Linux. Brackets создан и развивается Adobe Systems под лицензией MIT License и поддерживается на GitHub.
На сегодняшний день сообществом создано множество расширений, добавляющих большинство необходимых инструментов для работы над кодом, таких как система контроля версий Git, просмотр HTML-кода в браузере в реальном времени (Live Preview), синхронизация с FTP (Git-FTP). Принять участие в разработке и поддержке расширений может любой желающий.

## История версий
- 4 ноября 2014 года компания Adobe объявила о выпуске 1.0 версии Brackets.[3]
- 15 октября 2015 года вышла версия 1.5[4], включающая новые возможности, такие как пользовательские горячие клавиши и JavaScript-подсказки.
- 1 марта 2021 года Adobe объявила о том, что с 1 сентября 2021 года прекращает поддержку Brackets, и предложила пользователям либо использовать исходные файлы с GitHub, либо установить Visual Studio Code[5][6].